# 無量寺 (富山県舟橋村)
無量寺（むりょうじ）は、富山県中新川郡舟橋村竹内にある真宗大谷派の寺院である。

## 歴史
- 1207年 建立
- 1896年 ばんどり騒動の集結地となる。

## 文化財
- 木造阿弥陀如来立像

当寺の本尊。ヒノキ材の寄木造で像高は80.5cm。鎌倉時代の作とされる。1974年に富山県指定有形文化財に指定されている。

## 交通アクセス
富山地方鉄道本線越中舟橋駅を下車し、徒歩2分。